# Nibe Kommune
Nibe Kommune i Nordjyllands Amt blev dannet ved kommunalreformen i 1970. Ved strukturreformen i 2007 blev den indlemmet i Aalborg Kommune sammen med Hals Kommune og Sejlflod Kommune.

## Kommunalreformen
I midten af 1960'erne nedsatte man et sammenlægningsudvalg, der skulle føre til dannelse af den nye Nibe Kommune. Udvalget bestod af to repræsentanter fra hver af kommunerne: Nibe Købstadskommune og sognekommunerne Bislev, Blære-Ejdrup, Farstrup, Lundby, Sebber, Store Ajstrup og Vokslev. Det første møde i udvalget fandt sted 7. december 1966. Forhandlingerne varede i godt tre år, hvor udvalget forhandlede med de omliggende kommuner.
Nibe havde været købstad, men det begreb mistede sin betydning ved kommunalreformen. Nibe Kommune blev dannet ved at 6 sognekommuner blev lagt sammen med Nibe Købstad:
| Kommune       | Folketal 1. januar 1970 | Byer                  |
| ------------- | ----------------------- | --------------------- |
| Nibe Købstad  | 2.789                   | Nibe                  |
| Bislev        | 799                     | Bislev                |
| Farstrup      | 1.168                   | Farstrup              |
| Lundby        | 296                     |                       |
| Sebber        | 669                     | Sebbersund og Valsted |
| Store Ajstrup | 268                     |                       |
| Vokslev       | 849                     |                       |
| I alt         | 6.838                   |                       |

Hertil kom at Blære-Ejdrup sognekommune med 939 indbyggere blev delt. Flere borgere var utilfredse med udsigten til at blive lagt sammen med Nibe, så der blev afholdt folkeafstemning. Ejdrup Sogn stemte sig til Nibe, mens Blære Sogn stemte sig til Aars Kommune. Ejdrup Sogn afgav dog to ejerlav og en del af et tredje til Aars Kommune.

## Sogne
Nibe Kommune bestod af følgende sogne:
- Bislev Sogn (Hornum Herred)
- Ejdrup Sogn (Aars Herred)
- Farstrup Sogn (Slet Herred)
- Lundby Sogn (Slet Herred)
- Nibe Sogn (Hornum Herred)
- Sebber Sogn (Slet Herred)
- Store Ajstrup Sogn (Slet Herred)
- Vokslev Sogn (Hornum Herred)

## Strukturreformen
I 2004 begyndte drøftelserne om kommunens fremtid efter præsentationen af strukturreformen. Byrådet nedsatte et udvalg, som skulle komme med en anbefaling. Udvalget vurderede, at en sammenlægning med Aalborg Kommune ville være mest hensigtsmæssigt, hvilket også blev resultatet. Byrådet vedtog på et møde 31. marts 2004 at påbegynde forhandlingerne med Aalborg om sammenlægning. Hvis Indenrigsministeriet havde modsat sig udvalgets henstilling, arbejdede udvalget med en alternativ sammenlægning med Løgstør Kommune og Støvring Kommune.

## Borgmestre[5]
| Navn                    | Parti             | Periode   |
| ----------------------- | ----------------- | --------- |
| Egon Rokkedal           | Venstre           | 1970-1986 |
| Helge Bundgaard Nielsen | Venstre           | 1986-1994 |
| Elin Møller             | Socialdemokratiet | 1994-1998 |
| Jens Østergaard Madsen  | Venstre           | 1998-2006 |

## Mandatfordeling
| 5 | 1 | 1 | 3 | 7 |

| 17 |

| 6 | 1 | 7 | 1 | 2 |

| 17 |

| 5 | 1 | 7 | 1 | 3 |

| 14 | 3 |

| 6 | 1 | 7 | 1 | 2 |

| 14 | 3 |

| 7 | 2 | 7 | 1 |

| 15 |

| 7 | 1 | 1 | 6 | 1 | 1 |

| 14 | 3 |

| 9 | 7 | 1 |

| 13 | 4 |

| 7 | 8 | 2 |

| 14 | 3 |

| 6 | 1 | 10 |

| 13 | 4 |